# Sylvie Swinkels
Sylvie Swinkels, née le 31 juillet 2000 à Veghel, est une coureuse cycliste néerlandaise, spécialisée dans le cyclisme sur route.

## Biographie
2 ans après sa sœur, Karlijn, elle aussi cycliste professionnelle, elle commence sa carrière élite au sein de l'équipe Parkhotel Valkenburg en 2019. Elle passe 3 saisons dans l'effectif néerlandais, sans résultat notable. Sa saison 2020 est perturbée par les annulations de courses en raison de la pandémie de Covid-19, et sa saison 2021 est interrompue de mars à août à la suite d'une violente chute lors de l'Omloop van de Westhoek.
Pour la saison 2022, elle change d'équipe et rejoint la Team Coop-Repsol. Elle s'illustre notamment par une échappée lors de la dernière étape du tour de Scandinavie.
En 2023, elle se classe notamment 10e de la clásica de Almería.
Pour la saison 2024, elle signe dans la WorldTeam suisse Roland. L'équipe fait le choix de disputer plusieurs épreuves en Amérique-du-Sud au printemps. Sylvie Swinkels termine ainsi 3e du Grand Prix du Salvador, ainsi que 3e de la 4e étape du tour du Salvador.

## Palmarès sur route

### Par années
- 2024
  - 3e du Grand Prix du Salvador

### Résultats sur les grands tours

#### Tour de France
2 participations
- 2024 : 108e
- 2025 : abandon (2e étape)

### Classements mondiaux
| Année                                 | 2022 | 2023 | 2024 |
| ------------------------------------- | ---- | ---- | ---- |
| Classement UCI                        | 575e | 648e | 239e |
| UCI World Tour                        | 177e | 281e | 227e |
|                                       |      |      |      |
| Légende : nc = non classéSource : UCI |      |      |      |

## Palmarès en cyclo-cross
- 2017-2018
  - 2e du championnat des Pays-Bas de cyclo-cross juniors